# Listă de filme britanice din 2002
Aceasta este o listă de filme britanice din 2002:

## Lista
| 2002                                    |                          |                                                                                     |                                     |                                             |
| 24 Hour Party People                    | Michael Winterbottom     | Steve Coogan, Shirley Henderson, Paddy Considine, Ralf Little                       | Comedy/Drama                        | Manchester Party Culture, entered at Cannes |
| 28 Days Later                           | Danny Boyle              | Cillian Murphy, Naomie Harris, Christopher Eccleston                                | Horror                              |                                             |
| AKA                                     | Duncan Roy               | Matthew Leitch, Diana Quick, George Asprey                                          | Drama                               | 8 awards and nominations                    |
| About a Boy                             | Chris Weitz              | Hugh Grant, Nicholas Hoult, Toni Collette                                           | Comedy                              |                                             |
| Ali G Indahouse                         | Mark Mylod               | Sacha Baron Cohen, Martin Freeman, Michael Gambon, Charles Dance                    | Comedy                              |                                             |
| All or Nothing                          | Mike Leigh               | Timothy Spall, Sam Kelly                                                            |                                     | Entered into the 2002 Cannes Film Festival  |
| Anita and Me                            | Metin Hüseyin            | Chandeep Uppal, Kabir Bedi, Anna Brewster                                           | Comedy/Drama                        | British Indian film                         |
| Before You Go                           | Lewis Gilbert            | Julie Walters, John Hannah                                                          | Comedy                              |                                             |
| Bend It Like Beckham                    | Gurinder Chadha          | Parminder Nagra, Keira Knightley, Jonathan Rhys Meyers                              | Drama/Sports                        |                                             |
| Deathwatch                              | Michael J. Bassett       | Jamie Bell, Laurence Fox                                                            | Horror                              |                                             |
| Die Another Day                         | Lee Tamahori             | Pierce Brosnan, Halle Berry, John Cleese, Madonna                                   | Spy, Action                         | Last James Bond film starring Brosnan       |
| Dirty Pretty Things                     | Stephen Frears           | Chiwetel Ejiofor                                                                    | Drama                               |                                             |
| Doctor Sleep                            | Nick Willing             | Goran Visnjic, Shirley Henderson, Paddy Considine                                   | Drama                               |                                             |
| Dog Soldiers                            | Neil Marshall            | Sean Pertwee, Kevin McKidd                                                          | Horror                              |                                             |
| The Guru                                | Daisy von Scherler Mayer | Jimi Mistry, Heather Graham, Marisa Tomei                                           | Comedy                              |                                             |
| Harry Potter and the Chamber of Secrets | Chris Columbus           | Daniel Radcliffe, Rupert Grint, Emma Watson                                         | Fantasy                             |                                             |
| The Honeytrap                           | Michael G. Gunther       | Emily Lloyd, Valerie Edmond, Anthony Green, Ed Harris                               | Thriller                            |                                             |
| The Hours                               | Stephen Daldry           | Nicole Kidman, Meryl Streep, Julianne Moore, Ed Harris                              | Drama                               |                                             |
| The Importance of Being Earnest         | Oliver Parker            | Rupert Everett, Colin Firth, Judi Dench                                             | Comedy                              | Adaptation of the play by Oscar Wilde       |
| In This World                           | Michael Winterbottom     | Jamal Udin Torabi, Enayatullah                                                      | Drama                               |                                             |
| The Last Great Wilderness               | David Mackenzie          | Alastair Mackenzie, Jonathan Phillips, Ewan Stewart, David Hayman, Victoria Smurfit | Dogme 95-esque thriller/Dark humour |                                             |
| Long Time Dead                          | Marcus Adams             | Joe Absolom, Lukas Haas                                                             | Horror                              |                                             |
| The Magdalene Sisters                   | Peter Mullan             | Anne-Marie Duff, Nora Jane Noone, Geraldine McEwan                                  | Drama                               |                                             |
| Miranda                                 | Marc Munden              | Christina Ricci, John Simm                                                          | Romance/Comedy                      |                                             |
| Morvern Callar                          | Lynne Ramsay             | Samantha Morton                                                                     | Drama                               |                                             |
| My Little Eye                           | Marc Evans               | Sean Cw Johnson, Kris Lemche                                                        | Horror                              |                                             |
| My Wrongs #8245–8249 & 117              | Chris Morris             | Paddy Considine                                                                     | Comedy                              | Short film                                  |
| Nicholas Nickleby                       | Douglas McGrath          | Charlie Hunnam, Nathan Lane, Jim Broadbent                                          | Comedy drama                        |                                             |
| Once Upon a Time in the Midlands        | Shane Meadows            | Robert Carlyle, Shirley Henderson, Kathy Burke                                      | Crime drama                         |                                             |
| The One and Only                        | Simon Cellan Jones       | Justine Waddell, Richard Roxburgh, Jonathan Cake                                    | Comedy/Romance                      |                                             |
| The Pianist                             | Roman Polanski           | Adrien Brody, Frank Finlay                                                          | Drama                               |                                             |
| Pure                                    | Gillies MacKinnon        | David Wenham, Keira Knightley, Molly Parker                                         | Drama                               |                                             |
| The Revenger's Tragedy                  | Alex Cox                 | Christopher Eccleston, Eddie Izzard, Derek Jacobi                                   | Drama                               | Adaptation of the play by Thomas Middleton  |
| Ripley's Game                           | Liliana Cavani           | John Malkovich, Dougray Scott                                                       | Crime                               | Co-production with Italy and the US         |
| Silent Cry                              | Julian Richards          | Emily Woof, Douglas Henshall                                                        | Thriller                            |                                             |
| Solid Geometry                          | Denis Lawson             | Ewan McGregor, Ruth Millar                                                          | Mystery                             | Short film                                  |
| Spider                                  | David Cronenberg         | Ralph Fiennes, Miranda Richardson, Gabriel Byrne                                    | Psychological thriller              |                                             |
| Tomorrow La Scala!                      | Francesca Joseph         |                                                                                     |                                     | Screened at the 2002 Cannes Film Festival   |
| Two Men Went to War                     | John Henderson           | Kenneth Cranham.Leo Bill                                                            | World War II comedy                 |                                             |
| Vacuuming Completely Nude in Paradise   | Danny Boyle              | Timothy Spall, Michael Begley                                                       | Comedy/Drama                        |                                             |
| The Warrior                             | Asif Kapadia             | Irrfan Khan                                                                         | Adventure                           | Made in Hindi                               |